# Cratere Lar
Lar  è un cratere sulla superficie di Marte.